# Handel powietrzem

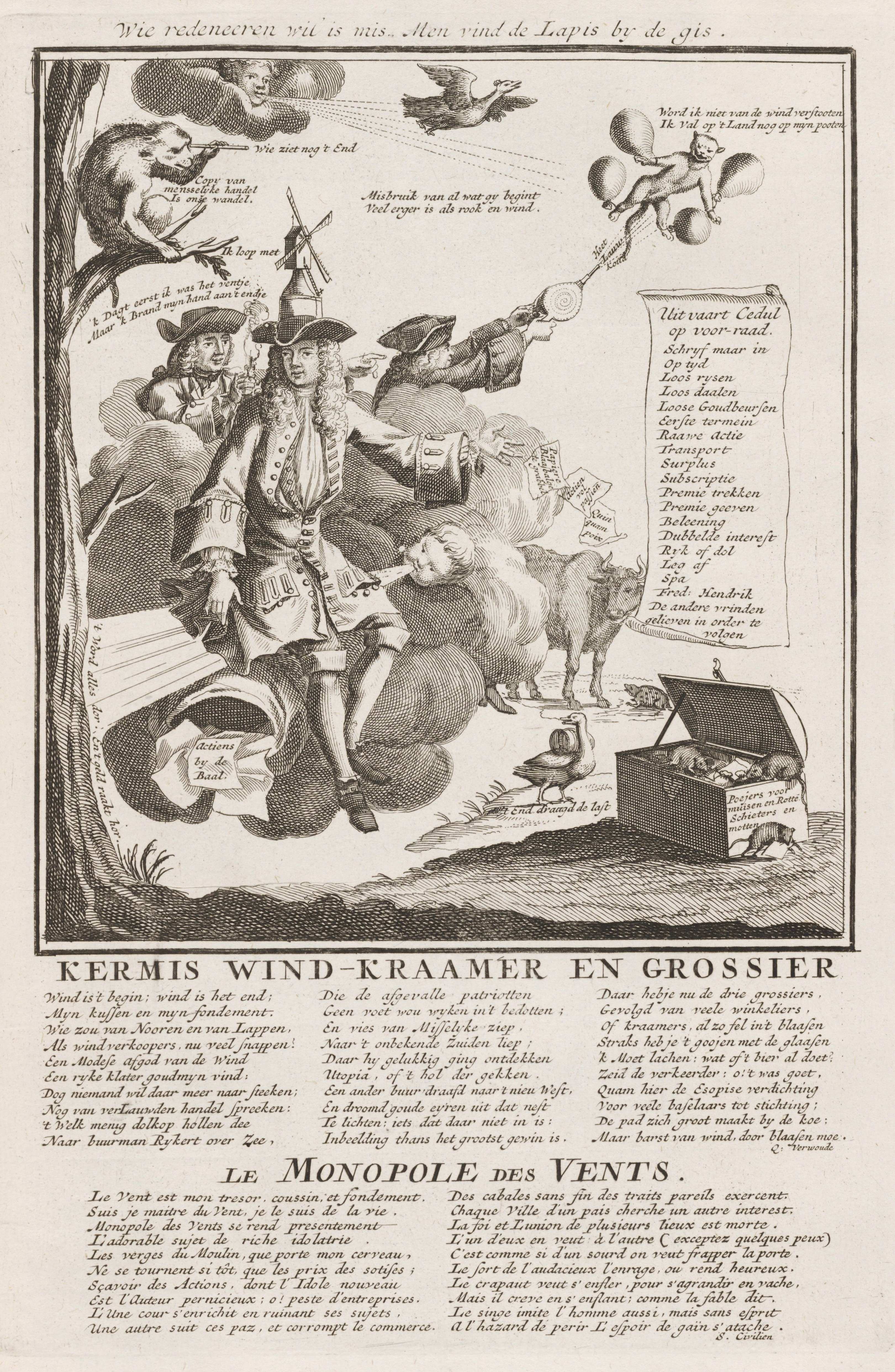
Holenderska karykatura przedstawiająca Lawa i jego „Handel powietrzem”

Handel powietrzem (albo handel wiatrem od hol. – windhandel) – holenderski termin oznaczający krach finansowy w Holandii roku 1720, kiedy wprowadzono ekonomiczne rozwiązania proponowane przez szkockiego ekonomistę i awanturnika Johna Lawa. Handel powietrzem miał tu oddać wybujałe nadzieje Lawa na zyski z kompanii morskich, mające pokryć koszty inwestowania w te kompanie. Projekty Lawa wprowadzono w życie jednocześnie we Francji, Holandii i Wielkiej Brytanii.
Na handlu powietrzem wzbogaciły się wielkie (Jan Osy en Zoon, R. Mees en Zoonen) i mniejsze (David Chabot en Zoon i Jan Havelaar en Zoon) firmy bankowe z Rotterdamu.
W handel powietrzem w tym mieście inwestował też Szkot Archibald Hope.
Obecnie to określenie, według ekonomistów szkoły austriackiej, pasuje do współczesnej giełdy, gdzie akcjonariusze pozyskują kapitał na zakup akcji z „pustych” (tworzonych „z powietrza”) kredytów, udzielanych przez stosujące rezerwę cząstkową banki.